# ДПИ (команда КВН)
Сборная ДПИ — команда КВН Донецкого политехнического института.

## История в КВН
Команда была создана в 1987 году. Играла в Высшей лиге КВН в сезонах 1989 и 1990 годов, в обоих дошла до финала, но не выиграла. В сезоне 1990 года чемпионы определялись отдельно для каждого конкурса, и команда стала чемпионом в капитанском конкурсе.
Команда КВН ДПИ первая в истории КВН изобразила пародию на эстрадных звёзд в музыкальном конкурсе, за которую получила оценку «2» от Юлия Гусмана.
В 1989 году за пародию на Луи Армстронга и исполнение песни «Налей, Роза!» игроки команды были вызваны в прокуратуру по обвинению в антисемитизме.
В 1993 году команда ДПИ объединилась с командой УПИ (Екатеринбург) и эта сборная под названием «Дрим Тим» участвовала в играх сезона, дошла до финала, но не выиграла.
В 1996 году команда закончила выступления.

## История после КВН
Команда представляет основной состав донецкой радиостанции «Мега-радио», Фёдор Гапоненко является ныне директором этого радио (2010). Сергей Сивохо стал телеведущим, вёл передачи «Раз в неделю», «Как стать звездой!», «Скрытая камера». Ян Кузнецов и Сергей Гавронский — редакторы Западно-Европейской Лиги КВН. Михаил Агранат возглавляет Ассоциацию «КВН Украины». Исмаил Абдуллаев является директором регионального телеканала «Оплот ТВ» (Донбасс).

## Состав
- Михаил Агранат — капитан команды;
- Федор Гапоненко;
- Сергей Сивохо;
- Ян Кузнецов;
- Исмаил Абдуллаев;
- Сергей Гавронский;
- Сергей Юрченко;
- Эдуард Домрес;
- Александр Трей;
- Евгений Форштат;
- Виктор Гриза;
- Владимир Коссе;
- Дмитрий Самойлов.

## ПостКВН
Сергей Сивохо — ведущий телеигры «Вырванный из толпы».